# Renealmia costaricensis
Renealmia costaricensis är en enhjärtbladig växtart som beskrevs av Paul Carpenter Standley. Renealmia costaricensis ingår i släktet Renealmia och familjen Zingiberaceae. Inga underarter finns listade i Catalogue of Life.